# Phrynobatrachus manengoubensis
Phrynobatrachus manengoubensis är en groddjursart som först beskrevs av Angel 1940.  Phrynobatrachus manengoubensis ingår i släktet Phrynobatrachus och familjen Phrynobatrachidae. IUCN kategoriserar arten globalt som otillräckligt studerad. Inga underarter finns listade i Catalogue of Life.